# Sabine Beinschab
Sabine Beinschab (* 1984) ist eine österreichische Unternehmerin, die nach eigenen Angaben Markt- und Meinungsforschung betreibt. Sie ist Gründerin und Geschäftsführerin von Research Affairs, einem Meinungsforschungsinstitut, das sich mit Marktforschung, Motivforschung und Strategieberatung befasst. Im Oktober 2021 wurde sie als eine der Beschuldigten in der ÖVP-Korruptionsaffäre einer breiten Öffentlichkeit bekannt, da sie zu Gunsten der ÖVP von ihr erstellte und in Medien der Mediengruppe Österreich veröffentlichte Umfragen gefälscht haben soll („Beinschab Österreich Tool“). Ihre Qualitätsstandards als Meinungsforscherin sind umstritten.

## Studium und Karriere
Sabine Beinschab studierte Produktmarketing und Projektmanagement sowie Innovationsmanagement an der Fachhochschule Wiener Neustadt (Campus Wieselburg) und schloss dort mit dem akademischen Grad Master of Arts in Business ab. Nach diesem Abschluss studierte sie an der Privatuniversität Schloss Seeburg weiter.
Seit dem Jahr 2007 arbeitet Sabine Beinschab als Markt- und Motivforscherin. Bis April 2015 war sie Mitarbeiterin von Sophie Karmasin in deren Unternehmen Karmasin Motivforschung. Darüber hinaus ist sie als empirische Partnerin bei Karmasin Behavioural Insights (Helene Karmasin) tätig und rief mit ihrem Unternehmen Research Affairs und Helene Karmasin das gemeinsame Projekt Vienna Insights ins Leben.
Im September 2015 machte sich Sabine Beinschab als Markt- und Meinungsforscherin selbstständig.
Im November 2019 gründete sie das Marktforschungsinstitut Research Affairs als 100%iges Tochterunternehmen der Beinschab Business GmbH. (Unternehmensgegenstand: Immobilien), das auch Umfragen im Auftrag der Mediengruppe Österreich durchführt.

### Sonntagsfrage und Wahlanalysen
Die in der Zeitung Österreich veröffentlichten Ergebnisse der Sonntagsfrage wurden bis 2016 vom österreichischen Gallup-Institut erhoben. Die ehemalige Inhaberin des Instituts Sophie Karmasin legte schon am 17. Dezember 2013 die Geschäftsführung nieder, nachdem sie als parteilose Ministerin auf Vorschlag der ÖVP in die Bundesregierung Faymann II berufen worden war. Ihre Anteile am Österreichischen Gallup-Institut wurden 2014 verkauft.
Sabine Beinschab, die langjährige Mitarbeiterin von Sophie Karmasin, die auch an den Umfragen beteiligt war, wurde am 11. April 2015 bei Gallup entlassen. Die Meinungsumfragen, die von der Mediengruppe Österreich beauftragt und bezahlt worden waren, wurden im Zuge der Einführung neuer Qualitätsstandards von Gallup im Jahr 2016 eingestellt.
Ab Jänner 2017 wurden die Umfragen zur Sonntagsfrage dann von Sabine Beinschabs Unternehmen Research Affairs durchgeführt. Darüber hinaus wurden auch Studien zu anderen politischen Themen von Research Affairs durchgeführt. Die Ergebnisse wurden in Medien der Mediengruppe Österreich veröffentlicht und dabei insbesondere umfassend von deren TV-Sender Oe24.TV aufgegriffen. Dort trat Sabine Beinschab auch selbst als TV-Kommentatorin der Ergebnisse ihren Umfragen auf, beispielsweise bei der Wien-Wahl 2020.
Nach Bekanntwerden der Vorwürfe im Zusammenhang mit der ÖVP-Korruptionsaffäre distanzierte sich der Verband der Markt- und Meinungsforschungsinstitute Österreichs von den Methoden Beinschabs und ihres Unternehmens und betonte, dass niemals eine Mitgliedschaft bestanden habe.

## Rolle in der ÖVP-Korruptionsaffäre
Am 6. Oktober 2021 wurden Beinschab und neun weiteren Personen von der Wirtschafts- und Korruptionsstaatsanwaltschaft  (WKStA) Untreue in einer die Schadenssumme von 300.000 Euro übersteigenden Höhe als Beteiligte und Bestechung als Beteiligte vorgeworfen.

Rollenverteilung der Beschuldigten

Beinschab soll dabei mit dem damaligen Generalsekretär des Finanzministeriums Thomas Schmid und ihrer Geschäftspartnerin Sophie Karmasin eine Vereinbarung geschlossen haben (das sogenannte „Beinschab Österreich Tool“), damit sie parteipolitisch motivierte Umfragen für die ÖVP durchführt und intentionsgemäß entsprechend manipuliert. Die Ergebnisse dieser Umfragen wurden dann in Medien der Mediengruppe Österreich veröffentlicht, die wiederum mit aus budgetären Mitteln des Finanzministeriums durch Inseratebuchungen bestochen wurde. Die manipulierten Meinungsumfragen waren dazu gedacht die Unbeliebtheit des damaligen ÖVP-Obmanns Reinhold Mitterlehner überzeichnet darzustellen, um zu suggerieren, dass die ÖVP mit dem damaligen Außenminister Sebastian Kurz als Spitzenkandidat wesentlich bessere Wahlergebnisse erzielen würde.
Auf Wunsch von Thomas Schmid soll sie dafür dem Finanzministerium Scheinrechnungen für angebliche Studien (unter anderem zum Thema „Betrugsbekämpfung“) gelegt haben. Diese Studien sind bis heute nicht auffindbar.
Am 12. Oktober 2021 wurde Sabine Beinschab wegen Verdunkelungsgefahr festgenommen. Grund für den schnellen Zugriff der Exekutive war, dass sie nur wenige Stunden vor der Hausdurchsuchung in der ÖVP-Inseratenaffäre am 6. Oktober 2021 Chats mit anderen Beschuldigten gelöscht hatte, Daten von der Festplatte eines Computers zu löschen versuchte und sich darüber zuvor auch im Internet informierte.
Nach einer Nacht in Arrest im Stadtpolizeikommando Wien-Meidling erklärte sie sich zur Aussage bereit.
Am 13. Oktober 2021 sicherte sie der WKStA Kooperation zu und künftig den Kontakt zu anderen Beschuldigten zu meiden, daraufhin wurde sie von WKStA-Oberstaatsanwalt Gregor Adamovic enthaftet und eine Untersuchungshaft wurde nicht beantragt.
In dem Großverfahren, das zum Rücktritt von Kurz als Bundeskanzler führte, war Beinschab die erste Beschuldigte, von der bekannt wurde, dass sie mit den Behörden zusammenarbeitete.
Im Februar 2022 wurde bekannt, dass sich Beinschab in ihren Einvernahmen durch die Staatsanwaltschaft geständig zeigte und die Verwicklung in ein korruptives System der ÖVP mit manipulierten Umfragen einräumte. Sie erhielt schließlich den Kronzeugenstatus.
Im Oktober 2024 hat sich die Finanzprokuratur als Anwältin der Republik Österreich dem von der WKStA geführten Ermittlungsverfahren im ÖVP-Korruptionsskandal als Privatbeteiligte angeschlossen, um Schadenersatzansprüche in Höhe von knapp 280.000 Euro gegenüber Beinschab gelten zu machen. Die Finanzprokuratur vertritt die Ansicht, dass vom Finanzministerium unter Thomas Schmid als Generalsekretär und Johannes Pasquali als Leiter der Öffentlichkeitsarbeit getragenen Ausgaben für bei Beinschab beauftragte Marktforschungsstudien nicht der Republik Österreich zugutegekommen seien, sondern der ÖVP unter Sebastian Kurz.

## Preisabsprachen
Am 2. März 2022 wurde die ehemalige ÖVP-Familienministerin Sophie Karmasin nach gerichtlicher Bewilligung vorübergehend festgenommen.
In der Festnahmeanordnung wurde ihr unter Verweis auf „bisherige Beweisergebnisse“ als „Urheberin und maßgebliche Ideengeberin hinsichtlich der ‚Entwicklung‘ des ‚Beinschab-Österreich-Tools‘“ eine wesentliche Rolle zugeschrieben.
Dazu wurden auch „neu hervorgekommene Preisabsprachen“ untersucht.
Aufgrund der Aussagen von Sabine Beinschab beschuldigt die Wirtschafts- und Korruptionsstaatsanwaltschaft Sophie Karmasin der Kartellbildung. Sie soll sich in den Jahren 2019 bis 2021 mit Sabine Beinschab und einer weiteren, wenig bekannten Meinungsforscherin abgesprochen haben, Scheinangebote für Studien an das Bundesministerium für öffentlichen Dienst und Sport zu legen, in denen Karmasin letztlich als Bestbieterin erschien und zwei von drei Aufträgen bekam. Den dritten zog sie angeblich im Jahr 2021 selbst zurück. Bei Ausschreibungen durch öffentliche Stellen müssen jeweils mindestens drei Angebote eingeholt werden, von denen der Bestbieter den Auftrag erhält. Als Gegenleistung bekam Sabine Beinschab von Sophie Karmasin Subaufträge. Die dritte Anbieterin hat ihren Firmensitz an derselben Adresse, an der auch „Karmasin Research & Identity“ residiert.
Nach ihrer Festnahme am 2. März 2022 wurde am 4. März 2022 über Sophie Karmasin die Untersuchungshaft verhängt. Als Haftgrund wurde Tatbegehungsgefahr sowie Verdunkelungsgefahr angegeben. Die WKStA hegte schwere Verdachtsmomente gegen Sophie Karmasin und befürchtete, dass sie Zeugen beeinflussen oder Beweise vernichten könnte. Am 28. März 2022 wurde Karmasin unter Auflagen wieder aus der Haft entlassen.

## Tätigkeit nach Unternehmertum
Seit dem Schuljahr 2024/2025 ist Beinschab als Vertretungslehrerin an einer Schule in Graz tätig.